# 胡流源
胡流源（英語：Savio L-Y Woo，1942年—），美籍華裔生物工程学家，美国国家科学院医学院、工程学院院士，中央研究院院士。

## 生平
胡流源祖籍浙江宁波，1942年生於上海。1950年跟随母亲迁居香港，並在1960年代初入讀香港工業專門學院，其後赴美国留学，1965年於美国加利福尼亚州立大学奇科分校取得機械工程學士學位，並先後於1966年及1971年取得华盛顿大学機械工程碩士及生物工程學博士學位。
曾先后担任美国加利福尼亚大学圣地亚哥分校外科及生物工程学教授，圣地亚哥退役军人医疗中心骨科生物工程实验室主任，马科姆及多罗西·考兹（Malcolm and Dorothy Coutts）研究所关节重建及研究中心主任。
现任美国匹兹堡大学医学中心教授，美国匹兹堡大学骨外科肌肉骨骼研究中心所长，美国匹兹堡大学生物工程系教授、机械工程系教授、土木环境工程系教授、康复科学及技术系教授。他并兼任有美国斯坦福大学客座教授，曾担任世界生物力学委员会主席。
1991年始，先后当选为美国国家科学院医学院士，美国国家工程院院士，台湾中央研究院院士，国际奥林匹克学院首批院士。

## 研究重點
胡流源主要研究包括生物組織的非線性黏彈特性，及其對於關節穩定性所起的作用，他又研究韌帶和肌腱的恆定反應，為控制運動理論建立學理基礎。胡流源又研究膝蓋韌帶的损傷與治療，利用功能性組織工程技術，從分子細胞水平到組織器官水平促進韌帶癒合再生。此外，其研究團隊更利用機械人測試系統，建立確定關節功能的電腦模型，以便進一步研發針對韌帶捐傷的治療方法。

## 任职
- 全美骨科研究学会会长
- 全美生物力学学会会长
- 美国机械工程学会生物工程分会会长
- 国际骨伤康复学会主席
- 美国医学及生物工程学研究院首任院长

## 荣誉
- 卡帕．德爾他獎（1983年）
- 1998年冬季奧林匹克運動會運動科學獎及特別金牌
- 全美骨科学会颁发的运动医学（O'Donoghue）运动损伤研究奖（1990年及1997年）
- 美国机械工程学会H.R.李森纳（H.R.Lissner）奖（1991年）
- 国际生物力学会麦布里杰（Muybridge）奖（1995年）
- 加州州立大學榮譽博士學位（1999年）
- 美國海灣關節協會終身成就獎（2007年）
- 華盛頓大學機械工程學系傑出名人（2007年）
- 美國匹茲堡大學生物工程學大學教授（2007年）
- 華盛頓大學工程學院鑽石獎（2008年）
- 香港理工大學榮譽博士學位（2008年）